# Juan Mauricio Renold
Juan Mauricio Renold (Rosario, 1953) es un antropólogo social argentino, investigador del CIUNR (Consejo de Investigaciones de la Universidad Nacional de Rosario), profesor titular en la Escuela de Antropología de la Facultad de Humanidades y Artes de la Universidad Nacional de Rosario. Se ha desempeñado durante cuarenta y tres años en la docencia universitaria nacional, en la formación académica de antropólogos. También ha ejercido la docencia en posgrados: maestrías y doctorados; dirigiendo tesis de doctorandos en Antropología en la Universidad Nacional de Rosario y a becarios de doctorado en el Conicet.
Se ha especializado en la aplicación del análisis estructural antropológico (referido a las propuestas de Claude Lévi-Strauss) en organizaciones institucionales, analizándolas como sistemas de representaciones, en sociedades complejas.
En el contexto académico de la antropología social argentina ha aplicado el análisis estructural en organizaciones cooperativas agropecuarias, en organizaciones religiosas, así como en el amplio campo de los sistemas de representaciones religiosas y de creencias en general. También ha implementado análisis estructurales de los ritos de sanación realizados por sacerdotes católicos y en la expresión religiosa pentecostal. Se ha especializado, además, en teoría y espistemología en antropología social.

## Publicaciones
- «Organización y estructura en un grupo religioso», en AA.VV.: Ensayos de antropología argentina. Buenos Aires: Editorial de Belgrano, 1984.
- Antropología cultural. F. Boas, A. L. Kroeber, R. Lowie. Estudio preliminar y selección de textos: Juan Mauricio Renold. Buenos Aires: Centro Editor de América Latina, 1993.
- Estructura y organización cooperativa en el campo argentino. Un análisis antropológico-institucional. Rosario: Magister, 1995.
- Religión-magia-mesianismo. Estudios antropológicos: Benedict, Evans-Pritchard y otros. Recopilación e introducción: Juan Mauricio Renold. Rosario: Editorial del Arca, 1998.Presentación de la colección "Antropología Social. Perspectivas y problemáticas" - Volúmenes del 1 al 9; en la Facultad de Humanidades y Artes de la Universidad Nacional de Rosario el 5 de agosto de 2022.

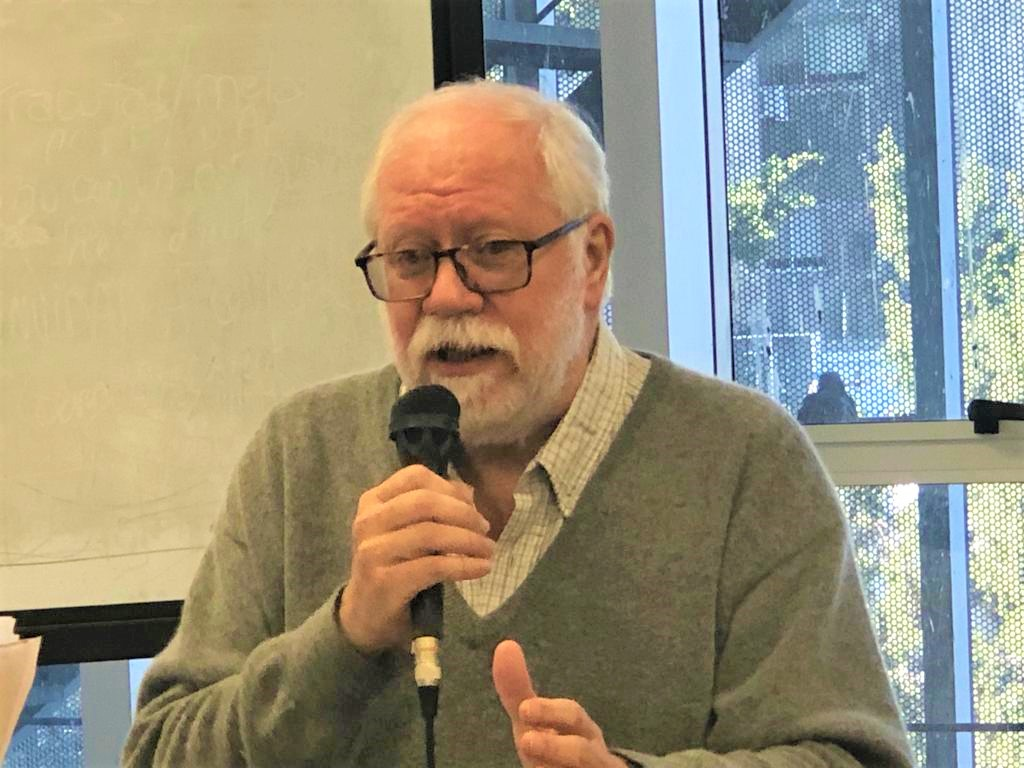
Presentación de la colección "Antropología Social. Perspectivas y problemáticas" - Volúmenes del 1 al 9; en la Facultad de Humanidades y Artes de la Universidad Nacional de Rosario el 5 de agosto de 2022.

- El cooperativismo agrario ante la globalización (en colaboración con Mario Lattuada). Buenos Aires: Siglo XXI, 2004.
- El complejo lácteo en una década de transformaciones estructurales. Juan Mauricio Renold y Mario Lattuada (Coordinadores). Buenos Aires: Editorial Biblos, 2004.
- "El cooperativismo agrario en la Argentina. Evolución Económica, Social y Organizacional". Mario Lattuada y Juan Mauricio Renold. Revista Pampa, Nº1. Universidad Nacional del Litoral (UNL), 2005.
- El fenómeno religioso (en colaboración con Silvia Montenegro). Buenos Aires: Capital Intelectual, 2007.
- Antropología social. Relecturas y ensayos. Buenos Aires: Biblos, 2008.
- Miradas antropológicas sobre la vida religiosa. El Padre Ignacio, sanación y eficacia simbólica y otros ensayos. Compilador: Juan Mauricio Renold. Buenos Aires: Ciccus, 2008.
- «Racionalismo, libertad y literatura», en AA.VV.: Claude Lévi-Strauss en el pensamiento contemporáneo. Buenos Aires: Colihue, 2009.
- Miradas antropológicas sobre la vida religiosa II. Una mirada al núcleo de religiosidad de la Fundación Niños del Mañana y otros ensayos. Compilador: Juan Mauricio Renold. Buenos Aires: Ciccus, 2011.
- Antropología del pentecostalismo televisivo. Buenos Aires: Biblos, 2011.
- Cooperativismo y Capital Social. En la agricultura argentina a comienzos del siglo XXI (en colaboración con Mario Lattuada, María E. Nogueira y Marcos Urcola). Buenos Aires: PROSAP, Ministerio de Agricultura, Ganadería y Pesca, 2011.
- Miradas antropológicas sobre la vida religiosa III. Religiones mágicas: breves observaciones antropológicas, y otros ensayos. Compilador: Juan Mauricio Renold. Buenos Aires: Ciccus, 2012.
- Cooperativismo y Transición Organizacional en un mercado globalizado. El caso de una federación de cooperativas vitivinícolas en Argentina. Mario Lattuada y Juan Mauricio Renold. Editorial Académica Española, 2012.
- Visiones del Papa Francisco desde las Ciencias Sociales. Compiladores: Juan Mauricio Renold y Alejandro Frigerio. Rosario: UNR Editora, 2014.Presentación del libro Visiones del Papa Francisco desde las Ciencias Sociales, Flacso (Bs.As.), 17 de marzo de 2015

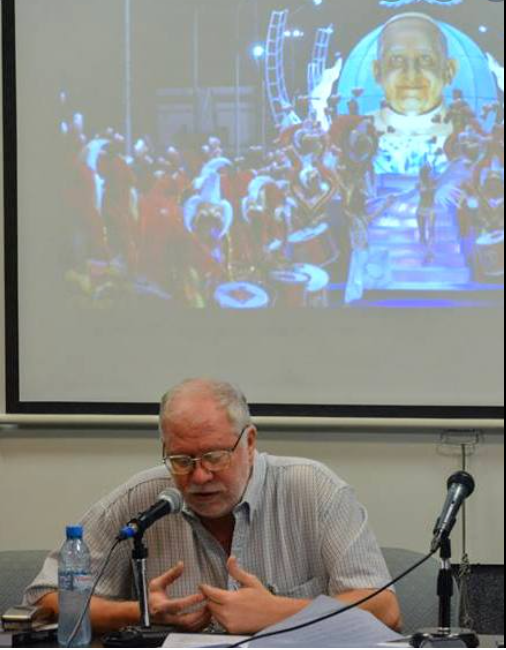
Presentación del libro Visiones del Papa Francisco desde las Ciencias Sociales, Flacso (Bs.As.), 17 de marzo de 2015

- Religión: estudios antropológicos sobre sus problemáticas. Compilador: Juan Mauricio Renold. Buenos Aires: Editorial Biblos, 2015.
- Apóstatas y religiosos. Estudios antropológicos. Compilador: Juan Mauricio Renold. Rosario: Laborde Editor, 2015.
- Religión, Ciencias Sociales y Humanidades. Compilador: Juan Mauricio Renold. Rosario: UNR Editora, 2016.
- Antropología Social. Definiciones y cuestiones básicas. Rosario: Laborde Editor, 2017.
- Antropología Social. Perspectivas y problemáticas 1. Coordinador: Juan Mauricio Renold. Rosario: Laborde Editor, 2018.
- Antropología Social. Perspectivas y problemáticas 2. Coordinador: Juan Mauricio Renold. Rosario: Laborde Editor, 2018.
- Antropología Social. Perspectivas y problemáticas 3. Coordinador: Juan Mauricio Renold. Rosario: Laborde Editor, 2018.
- Antropología Social. Perspectivas y problemáticas 4. Coordinador: Juan Mauricio Renold. Rosario: Laborde Editor, 2019.
- "Desarrollo rural y actores locales. Los interrogantes de una Organización Institucional de Competencia Económica Dinámica en crisis: El caso SanCor en la provincia de Santa Fe, Argentina". Mario Lattuada y Juan Mauricio Renold. Áreas Revista Internacional de Ciencias Sociales. Núm. 39 (2019): Economía Social y Cooperativismo en América Latina, una revisión interdisciplinaria. Universidad de Murcia, España, 2019.
- Antropología Social. Perspectivas y problemáticas 5. Coordinador: Juan Mauricio Renold. Rosario: Laborde Editor, 2020.
- Antropología Social. Perspectivas y problemáticas 6. Coordinador: Juan Mauricio Renold. Rosario: Laborde Editor, 2020.
- Religión y secularización. Una clásica revisión. Karl Marx - Friedrich Engels - Émile Durkheim - Max Weber. Rosario: Laborde Editor, UNR Editora, hya ediciones, 2020.
- Antropología Social. Perspectivas y problemáticas 7. Coordinador: Juan Mauricio Renold. Rosario: Laborde Editor, 2021.
- Antropología Social. Perspectivas y problemáticas 8. Coordinador: Juan Mauricio Renold. Rosario: Laborde Editor, 2021.
- Antropología Social. Perspectivas y problemáticas 9. Coordinador: Juan Mauricio Renold. Rosario: Laborde Editor, 2022.
- Antropología Social. Perspectivas y problemáticas 10. Coordinador: Juan Mauricio Renold. Rosario: Laborde Editor, 2023.
- Antropología Social. Perspectivas y problemáticas 11. Coordinador: Juan Mauricio Renold. Rosario: Laborde Editor, 2023.